# Vologda
Vologda (rusky Вологда) je historické město v severozápadním Rusku, zhruba 500 km severně od Moskvy. Město je sídlem rozlehlé Vologdské oblasti. Žije zde přibližně 312 tisíc obyvatel.
Město je jedním z nejstarších v Rusku, zmiňováno je již roku 1147. Roku 1901 zde nuceně pobýval Boris Savinkov. Na podzim 1918 žádal T. G. Masaryk prezidenta Wilsona o americkou podporu československých legií při postupu na Vologdu a Vjatku. Dnes je důležitým dopravním uzlem: setkávají se tu železnice Moskva – Archangelsk/Vorkuta a Petrohrad – Kirov – Perm.